# Фигурно пързаляне на ролкови кънки
Фигурното пързаляне на ролкови кънки (срещано и като артистичното ролково пързаляне) е спорт, подобен на фигурното пързаляне, но върху дървен или пластмасов под, където състезателите се пързалят с ролкови кънки вместо зимни кънки.
Отделните дисциплини са:
- задължителни фигури
- индивидуално пързаляне
- спортни двойки
- танцови двойки
- танци соло
- Синхронно пързаляне
- шоу групи

Използват се ролкови кънки или блейдове (инлайн кънки), като ролковите кънкѝ са по-популярни и по-често срещани. Състезателите с различните видове кънки участват в отделни надпревари и не се изправят един срещу друг. Фигурно пързаляне на инлайн кънки за първи път се включва в състезание на Световното първенство във Вупертал, Германия през 2002 г..
Спортът изглежда като своя двойник на леда и, въпреки че съществуват известни различия, много от фигуристите са започнали своята кариера именно на ролкови кънки. Известни шампиони на леда, които са се състезавали на ролкови кънки, са Брайън Бойтано, Тара Липински и Марина Килман. Ролковото пързаляне се смята за по-сложно от фигурното, тъй като на леда състезателите имат възможност да използват ръбовете на кънките си при скокове като Луц или Аксел. Също така ролковите кънки са по-тежки от своите зимни събратя и не оставят следи по повърхността.

## Дисциплини

### Задължителни фигури
При Задължителните фигури състезателите изпълняват фигури по кръгове, боядисани върху пързалящата повърхност. При зимните кънки фигуристите изпълняват своите елементи върху чист лед и сами рисуват свои кръгове докато се пързалят. Официалният размер на кръговете за Задължителни фигури е 6 метра, а за по-малките фигури като шлинге и скоба, диаметърът на кръга е 2.4 метра. Кръговете обикновено се изобразяват по три в „серпентини“.
Основните фигури се отнасят по номера в реда, по който са подредени във фигурното пързаляне, като се започне от осморки до серпентини (фигури, които се изпълняват на кръг и половина с едно оттласкване), „параграфи“ (изпълнявани върху два кръга с едно оттслакване), и „скоби“ (изпълнявани на малки кръгове с формата на капчица в горната част на кръга). Съществува категория с много прости фигури (111 и 112) които са уникални за ролковите състезатели; има серпентини, при които се изпълнява половин кръг на един крак, след това смяна на другия крак за следващия кръг и отново смяна на първия крак за още едни полукръг. Някои от най-основните фигури са 1, 2, 1Б, 5A, 5Б, 7A, 7Б, 111A, 111Б, 112A и 112Б, при които буквата Б означава, че започвате елемента с левия си крак. Тези фигури се изучават при начинаещите. Включват прости осморки, осморки с тройки, както и серпентини. По-сложните фигури включват гегенвенде, скоба, венде и т.н. и са под номера 19, 21, 22, 26 и т.н.
При състезанията съдиите следят за качество на изпълнение при проследяване на следата на кръга, чисто оттласкване, ръбове и правилно изпълнение на тройките. Внимание се обръща и на позицията на тялото на фигуриста.

### Танци
Танците в ролковото пързаляне на разделени на три под дисциплини: Задължителен танц, Оригинален танц и Волна програма.
Задължителният танц включва задължителни стъпки, примери са Танго, 14 Степ, Фокстрот  или Валс. Някои от танците са същите като при фигурното пързаляне, докато други са уникални за ролковото. Например Американският танц се изпълнява само в САЩ.
Оригиналният танц представлява танц, включващ два ритъма, избрани от утвърдените от Международната федерация по ролер спортове за състезателната година. През 2008 г. утвърдените бяха „Испанска мелодия“ (Пасо добле, Фламенко, Танго и Испански валс).
Волната програма при ролковото пързаляне е подобна на волната програма върху лед, с някои малки промени. За състезателите не е необходимо да следват рисунък по пързалящата повърхност, а трябва да покажат артистичност на своята интерпретация върху музика. На танцьорите не е позволено да изпълняват скокове или пируети от индивидуалната дисциплина.
Танците соло включват трите под дисциплини. Задължителните танци използват женската партия, тъй като стъпките при дамите са по-сложните в танца. Оригиналният танц е известен като Творчески соло танц (CSD), а при волната програма се включват до два пируета с не повече от три оборота и максимум два скока с един оборот.

### Индивидуално пързаляне
Индивидуалното пързаляне в ролковите кънки включва скокове, пируети и стъпки, изпълнени под музикален съпровод. Повечето от скоковете са като тези, изпълнявани на лед, със съвсем малки разлики. Във фигурното пързаляне на лед например, Тулупът носи името си, заради начина на отскачане, докато при пързалянето с ролкови кънки – е наречен на името на своя първи изпълнител – Мейпс. Друг скок – Турен – е доста по-често срещан в програмите на фигуристите с ролкови кънки, макар познат и при двата спорта. В ролковото пързаляне Туренът свързва скоковете в комбинация, като комбинацията от пет скока носи най-висока техническа стойност. Ритбергерът, друг скок във фигурното пързаляне, на леда се изпълнява от два крака, а на дървения под от един.
При ролковите кънки се срещат пируети, нехарактерни за фигурното пързаляне на лед. Такъв пример е „обърнатата либела“, при която фигуристът се върти на външен ръб, а рамената на състезателя не сочат повърхността, а тавана.  Обърнатата либела се изпълнява предимно от жени. Други пируети, които е невъзможно да бъдат изпълнени на леда са „счупеният глезен“, при който фигуристът се върти в позиция либела, но тежестта му е разпределена върху ръбовете на двете вътрешни колелца, както и „либела на пета“, при която въртенето се осъществява върху задните две колела от кънката.

### Синхронно пързаляне
Синхронното пързаляне се състои от 12 до 24 състезатели, които се пързалят по едно и също време като едно цяло. Името си носи заради синхронното изпълнение на елементите на фигуристите в ансамбъла.
За да се пързалят в унисон, всеки един от фигуристите в ансамбъла трябва да притежава редица умения като скорост, елементи и артистичност. Отборът изпълнява съчетание под музикален съпровод, където са включени формации като кръгове, прави, блокове, въртележки и разминавания (елементи от синхронното пързаляне). Отборите трябва да изпълняват редица сложни стъпки и разминавания.
На ниво сеньори се организират международни състезания, а първото Световно първенство по синхронно пързаляне се провежда през 2000 г. В ансамблите могат да участват мъже и жени като отборите при сеньорите се състоят от 12-24 фигуристи, а при юниорите – от 8-16. Състезателите получават две оценки – една за техническа сложност и една за артистичност.
Синхронното пързаляне на ролкови кънки води своето начало от синхронното пързаляне на зимни кънки. Първият отбор на леда е формиран от д-р Ричард Портър, известен като „бащата на синхронното пързаляне“. Ансамбълът играе между полувремената на хокеен мач. През 70-те години на 20 век синхронното пързаляне бележи своя подем. Въпреки че все още не е олимпийски спорт хиляди фенове и състезатели се стремят за неговото популяризиране в света на спорта.

## Екипировка

### Кънки
Фигуристите при артистичното пързаляне най-често използват ролкови кънки, които се състоят от обувка, желязо и колелца. Обикновено, заради приземяването на скоковете, при направата на железата се използва алуминий или неръждаема стомана, вместо по-леката пластмаса. В индивидуалното пързаляне, към кънките се слагат и стопери, които са като еквивалент на зъбците при зимните кънки и помагат за изпълнението на скокове като Тулуп (Мейпс) и Флип. При танците се използват танцови стопери, които помагат за по-лесното изпълняване на стъпки, а при задължителните фигури стоперите изцяло липсват. Някои фигуристи използват блейдове (инлайн кънки). При този вид, кънки колелцата са подредени в една линия на различна височина.

### Колела и лагери
Колелцата в ролковото пързаляне са с различна големина и твърдост. Обикновено 63 милиметровите се използват при танците, от 60 до 63 при задължителните фигури и под 57 мм – в индивидуалното пързаляне. Твърдостта им също зависи от дисциплината. По-твърдите се използват при задължителните фигури, а по-меките при танците. В индивидуалното пързаляне се използват и от двата вида, като по-твърдите служат за изпълнението на пируети, а по-меките се разпределят по останалата част на желязото. При лагерите обикновено 7 милиметровите са характерни за ролковите кънки, а 8 милиметровите за инлайн кънките.